# Джонсбург (Нью-Йорк)
Джонсбург (англ. Johnsburg) — місто (англ. town) в США, в окрузі Воррен штату Нью-Йорк. Населення — 2143 особи (2020).

## Демографія
Згідно з переписом 2010 року, у місті мешкало 2395 осіб у 996 домогосподарствах у складі 646 родин. Було 1842 помешкання
Расовий склад населення:
| - 98,0 % — білих - 0,3 % — корінних американців - 0,3 % — чорних або афроамериканців - 0,3 % — азіатів |

До двох чи більше рас належало 0,8 %. Частка іспаномовних становила 1,4 % від усіх жителів.
За віковим діапазоном населення розподілялося таким чином: 19,9 % — особи молодші 18 років, 59,3 % — особи у віці 18—64 років, 20,8 % — особи у віці 65 років та старші. Медіана віку мешканця становила 46,8 року. На 100 осіб жіночої статі у місті припадало 96,2 чоловіків;  на 100 жінок у віці від 18 років та старших — 95,9 чоловіків також старших 18 років.
Середній дохід на одне домашнє господарство  становив 53 937 доларів США (медіана — 39 500), а середній дохід на одну сім'ю — 66 130 доларів (медіана — 49 806). Медіана доходів становила 38 750 доларів для чоловіків та 33 125 доларів для жінок. За межею бідності перебувало 10,3 % осіб, у тому числі 15,7 % дітей у віці до 18 років та 6,6 % осіб у віці 65 років та старших.
Цивільне працевлаштоване населення становило 823 особи. Основні галузі зайнятості: освіта, охорона здоров'я та соціальна допомога — 30,3 %, роздрібна торгівля — 14,7 %, будівництво — 12,5 %, мистецтво, розваги та відпочинок — 11,9 %.